# Oreana unicolorella
Oreana unicolorella är en fjärilsart som beskrevs av George Duryea Hulst 1887. Oreana unicolorella ingår i släktet Oreana och familjen mott. Inga underarter finns listade i Catalogue of Life.